# Blow Your Trumpets Gabriel
Blow Your Trumpets Gabriel – siódmy minialbum polskiej grupy muzycznej Behemoth. Wydawnictwo ukazało się 4 grudnia 2013 roku nakładem wytwórni muzycznej New Aeon Musick. Materiał został wydany w formie 12" płyty winylowej w limitowanym do 2000 egzemplarzy nakładzie. Równolegle w formie digital download do sprzedaży trafił singel do utworu tytułowego. Album stanowi zapowiedź dziesiątego albumu studyjnego zespołu pt. The Satanist, który ukazał się 3 lutego 2014 roku.
Na minialbumie znalazły się trzy utwory, tytułowy, "If I Were Cain" oraz interpretacja kompozycji "Ludzie wschodu" z repertuaru zespołu Siekiera, pierwotnie opublikowanego na albumie Nowa Aleksandria (1986). Nagrania zostały zarejestrowane w 2013 roku w trakcie sesji nagraniowej The Satanist. Wydawnictwo zostało wyprodukowane przez sam zespół, braci Wojciecha i Sławomira Wiesławskich oraz Daniela Bergstranda. Miksowanie wykonał Matt Hyde, znany m.in. ze współpracy z takimi wykonawcami jak: Slayer, No Doubt, Machine Head, czy Sum 41. Natomiast mastering kompozycji w Sterling Studios przeprowadził Ted Jensen z którym Behemoth współpracował w trakcie prac nad dziewiątym albumem studyjnym Evangelion (2009). 
Budzącą skojarzenia z twórczością Williama Blake'a oprawę graficzną minialbumu przygotował rosyjski artysta Dienis "Forkas" Kostromitin.
10 grudnia 2014 roku Blow Your Trumpets Gabriel został wydany wraz z minialbumem Xiądz (2014) na płycie CD.

## Lista utworów
Opracowano na podstawie materiału źródłowego.
| Nr | Tytuł utworu                      | Słowa          | Muzyka         | Długość |
| -- | --------------------------------- | -------------- | -------------- | ------- |
| 1. | „Blow Your Trumpets Gabriel”      | Adam Darski    | Adam Darski    | 04:25   |
| 2. | „If I Were Cain”                  | Adam Darski    | Adam Darski    | 03:27   |
| 3. | „Ludzie wschodu (cover Siekiery)” | Tomasz Adamski | Tomasz Adamski | 04:11   |
|    |                                   |                |                | 12:03   |

## Twórcy
Opracowano na podstawie materiału źródłowego.
| Zespół Behemoth w składzie - Adam "Nergal" Darski – wokal prowadzący, gitara, produkcja muzyczna - Tomasz "Orion" Wróblewski – gitara basowa, produkcja muzyczna - Zbigniew "Inferno" Promiński – perkusja, produkcja muzyczna oraz - Patryk "Seth" Sztyber – gitara |  | Produkcja - Wojciech i Sławomir Wiesławscy – inżynieria dźwięku, produkcja muzyczna - Daniel Bergstrand – inżynieria dźwięku, produkcja muzyczna - Matt Hyde – miksowanie - Ted Jensen – mastering - Denis "Forkas" Kostromitin (ros. Денис "Форкас" Костромитин) – oprawa graficzna |